# Eordaia
Eordaia (tiếng Hy Lạp: ?) là một khu tự quản ở vùng Tây Makedonías, Hy Lạp. Khu tự quản Eordaia có diện tích 709 km², dân số theo điều tra ngày 18 tháng 3 năm 2001 là 46555 người.